# Abdurahman Abubakar
Abdurahman Abubakar (Mekka, 1990. augusztus 3. –) katari labdarúgó, az élvonalbeli El-Dzsais hátvédje.

## Pályafutása

### A válogatottban
Szaúd-Arábiában született, de a katari válogatottban játszott. 2014-ben szerepelt először katari színekben.
Részt vett a 2015-ös Ázsia-kupán.